# Littlefield (Texas)
Littlefield es una ciudad ubicada en el condado de Lamb en el estado estadounidense de Texas. En el Censo de 2010 tenía una población de 6.372 habitantes y una densidad poblacional de 389,03 personas por km².

## Geografía
Según la Oficina del Censo de los Estados Unidos, Littlefield tiene una superficie total de 16.38 km², de la cual 16.38 km² corresponden a tierra firme y (0%) 0 km² es agua.

## Demografía
Según el censo de 2010, había 6.372 personas residiendo en Littlefield. La densidad de población era de 389,03 hab./km². De los 6.372 habitantes, Littlefield estaba compuesto por el 74.09% blancos, el 6.23% eran afroamericanos, el 0.64% eran amerindios, el 0.16% eran asiáticos, el 0.05% eran isleños del Pacífico, el 16.29% eran de otras razas y el 2.54% pertenecían a dos o más razas. Del total de la población el 54.66% eran hispanos o latinos de cualquier raza.